# Afemi
Afemi (fra græsk manglende tale) eller taleapraksi er motorisk afasi, ofte er sproget intakt og evnen til at skrive og læse bibeholdt; men det er svært eller helt umuligt at artikulere ord.
Paul Broca (1824 – 1880) var den første der beskrev fænomenet, og det sted i hjernen hvor læsioner medfører afemi kaldes Brocas område.
| symptomer | Spire Denne artikel om symptomer er en spire som bør udbygges. Du er velkommen til at hjælpe Wikipedia ved at udvide den. |